# Eidmannella pachona
Espèce
Eidmannella pachona est une espèce d'araignées aranéomorphes de la famille des Nesticidae.

## Distribution
Cette espèce est endémique du Tamaulipas au Mexique,. Elle se rencontre à Ciudad Mante dans la grotte Cueva del Pachón.

## Description
Le mâle holotype mesure 1,45 mm et la femelle 2,3 mm.

## Publication originale
- Gertsch, 1984 : The spider family Nesticidae (Araneae) in North America, Central America, and the West Indies. Bulletin of the Texas Memorial Museum, vol. 31, p. 1-91 (texte intégral).